# 张养浩墓
张养浩墓，俗称张公坟，位于中国山东省济南市天桥区北园街道柳云社区（原张公坟村）东南，为元宣惠功臣张养浩的墓葬。元天历二年（1329年），因致力于关中赈灾，张养浩于陕西行台中丞任上劳瘁而死，在此归葬。墓附近的柳云村自其祖父时迁居于此，目前仍有张氏后人居住。
已辟为公园的张养浩墓墓区占地约2000平方米，遍植松柏、杨柳，除张养浩墓外亦葬有张氏亲属。其墓为土筑，周围砌以砖墙，封土残高1.9米，墓前设石质供桌和香炉，并立有四方明清碑刻以及石狮、石龟等。